# Monte Vioz
Il Monte Vioz (3.645 m s.l.m.; el Vióz in solandro) è una montagna del Gruppo Ortles-Cevedale nelle Alpi Retiche meridionali. Si trova lungo la linea di confine tra la Lombardia ed il Trentino-Alto Adige.

## Descrizione
Il monte dal versante trentino domina la Val di Peio ed il comune omonimo. Poco sotto la vetta si trova il nuovo rifugio "Mantova" al Vioz.
La prima ascensione è del 4 settembre 1867 di Julius Payer con Antonio Chiesa e Johann Pinggera.
La cima è uno dei luoghi più elevati dell'intera catena alpina raggiungibile in assetto escursionistico, senza necessità (nella bella stagione) di attrezzatura particolare.

## Ascensioni
La cima del Monte Viòz è accessibile da tutti i lati con lunghe escursioni, solo il versante nord offre qualche modesta difficoltà per la presenza del ghiacciaio.
La via normale è considerata quella dal versante trentino. Priva di difficoltà tecniche degne di nota (eccetto lo sviluppo e l'altitudine) è valutata EE-F. L'ascesa parte dal rifugio Doss dei Cembri (2300 m s.l.m.), raggiungibile con impianti a fune da Peio Fonti, e si sviluppa per 1300 m di dislivello su sentiero roccioso molto ben tracciato.
Sotto la cima è presente però una struttura rocciosa caratteristica detta "Dente del Viòz" su cui è concentrato l'interesse alpinistico:
- Via normale: è la via di Hans Helversen e Antonio Veneri del 1889 e sale per il versante nord-est.
- Via G.A.S.V.: aperta da Silvano Brescianini, Alessandro Perevato e Giampaolo Stella nel 1971 è una difficilissima scalata su roccia ora compattissima e difficile da chiodare, ora friabilissima lungo la parete sud per 300 m di VI e A2 costanti. Il passo chiave è un muro friabile valutato A3 su cui sono stati usati chiodi a pressione.
- Via Biasin: è la seconda via tracciata sul Dente nel 1964 da Giancarlo Biasin, Franco Baschera e Graziano Censi, si sviluppa su roccia solida con alte difficoltà nel 100 metri finali ed è saltuariamente ripetuta. 300 m fino al VI.

## Galleria d'immagini

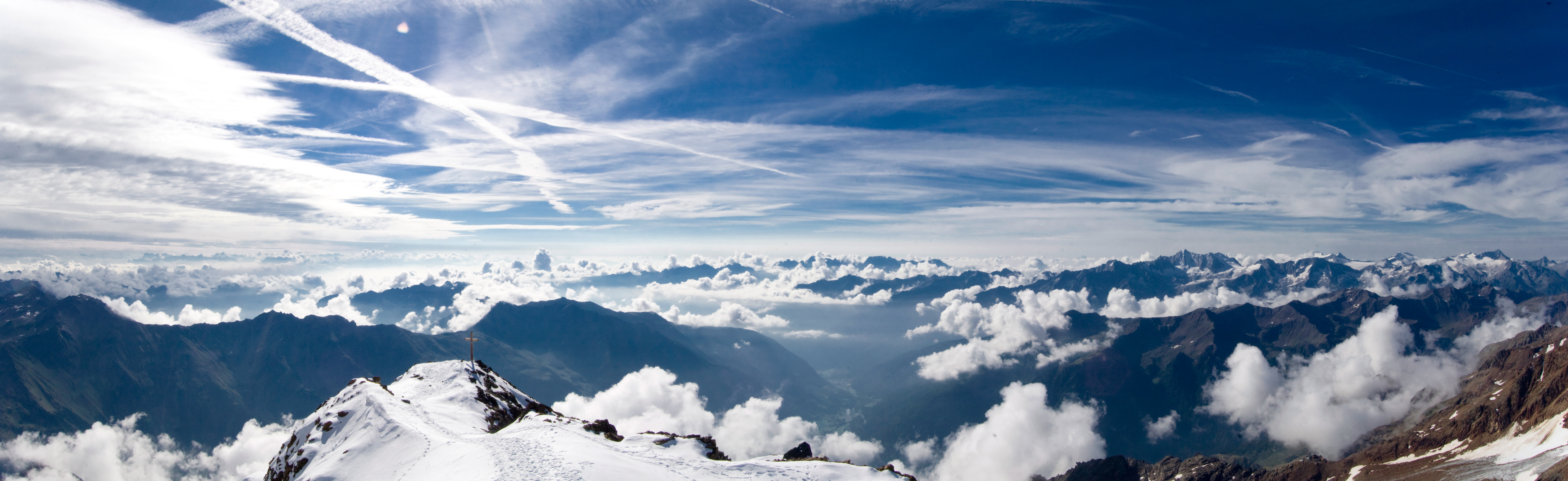
Veduta panoramica dalla Cima Vioz
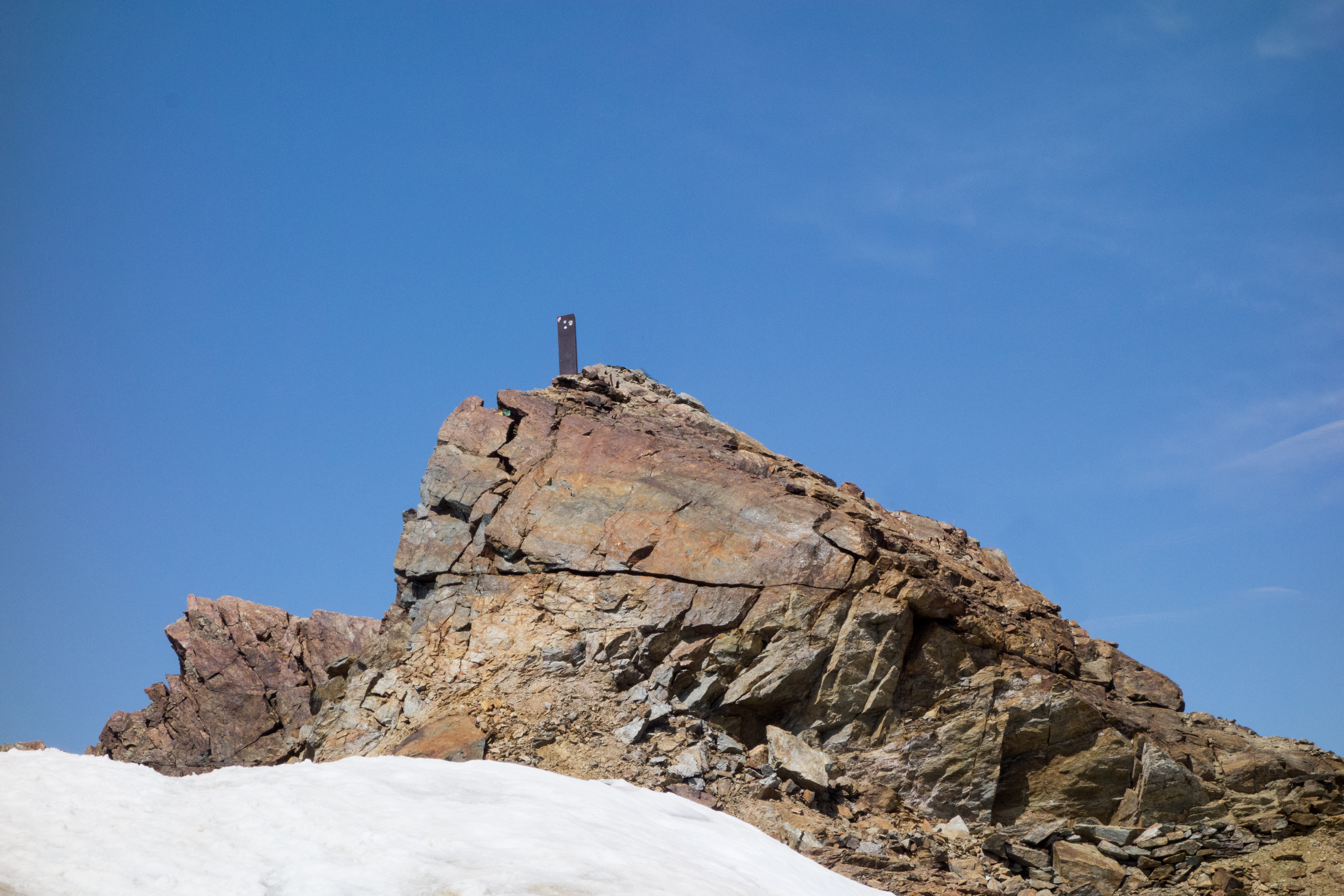
Cima del Monte Vioz
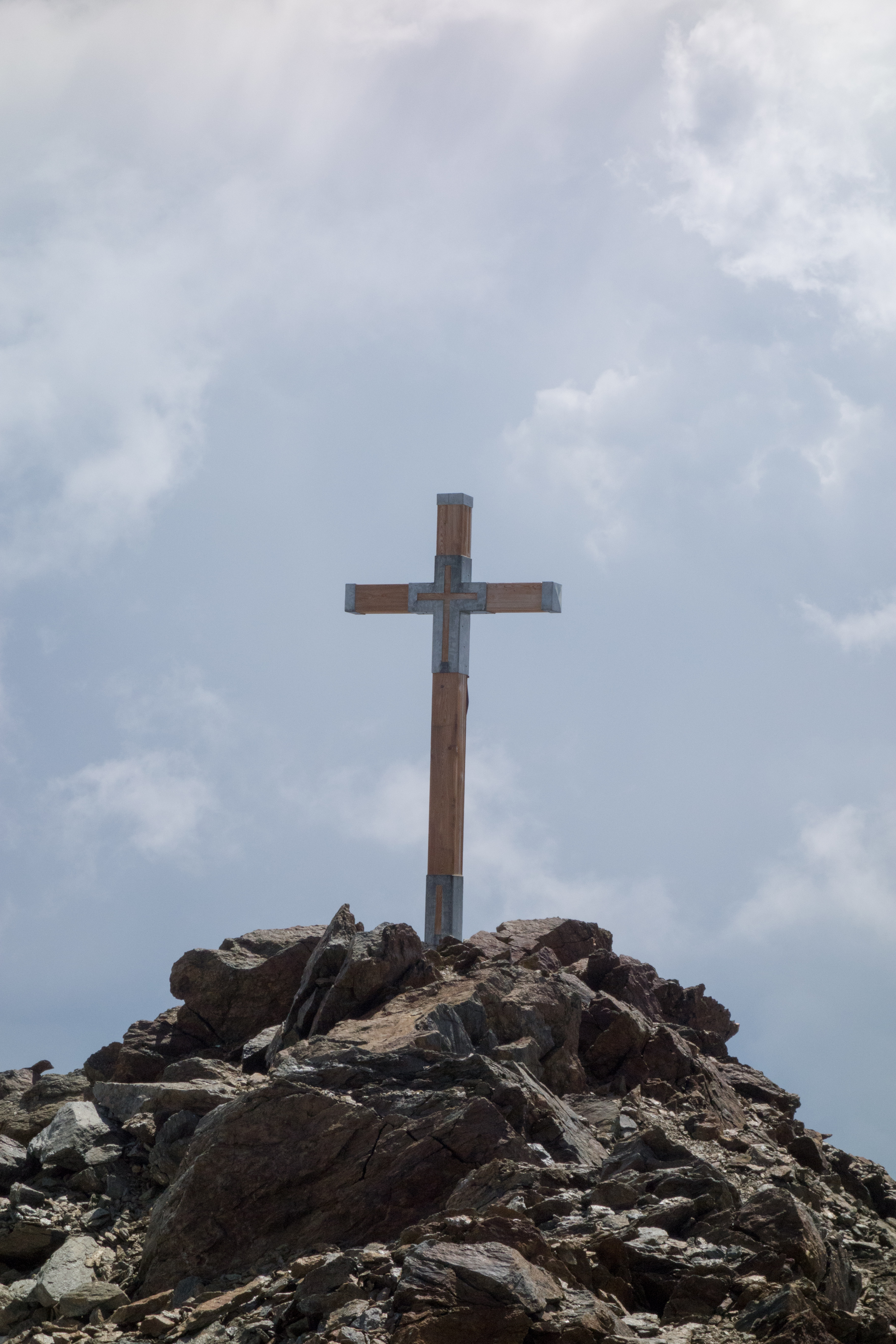
Croce posta sull'anticima
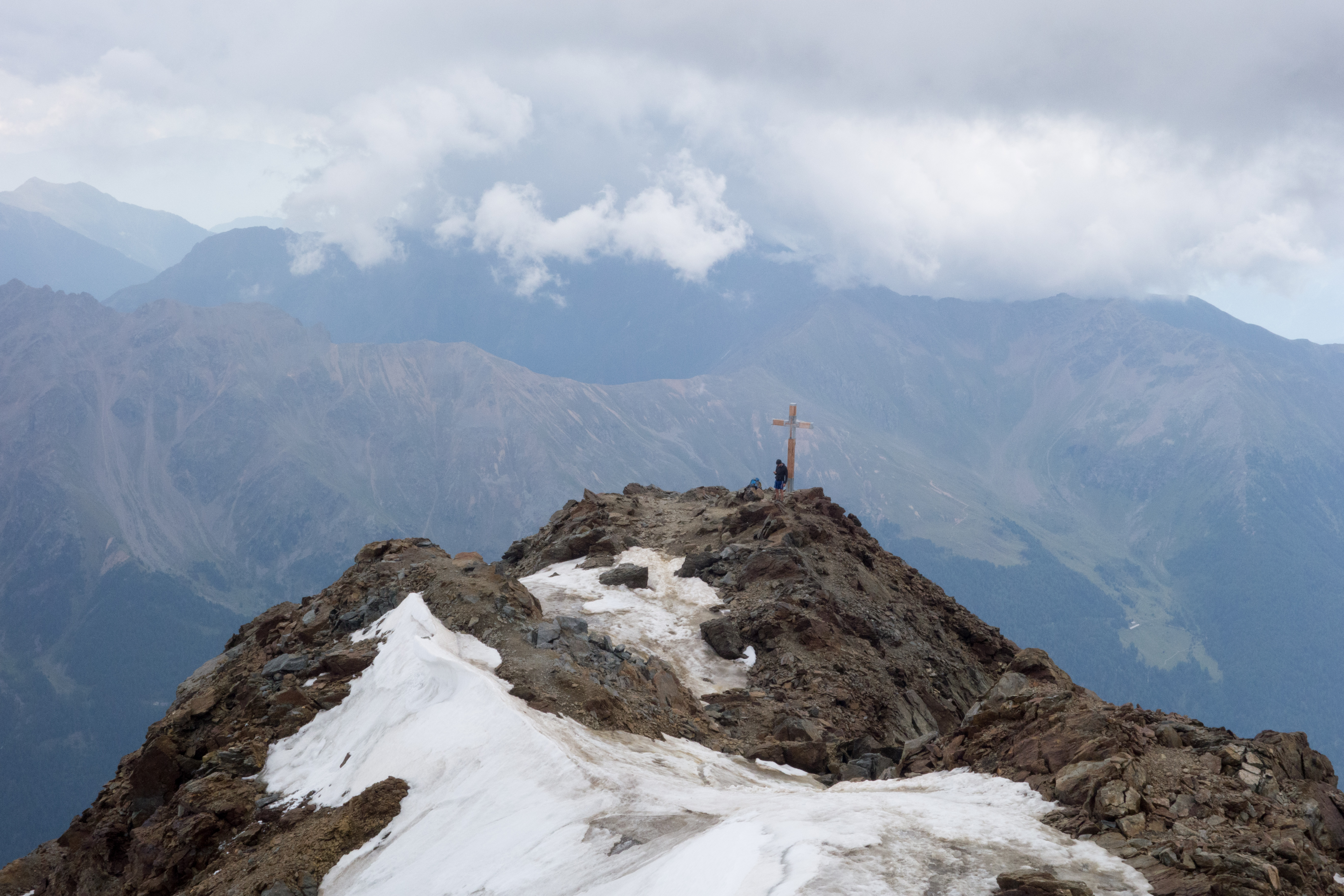
Anticima
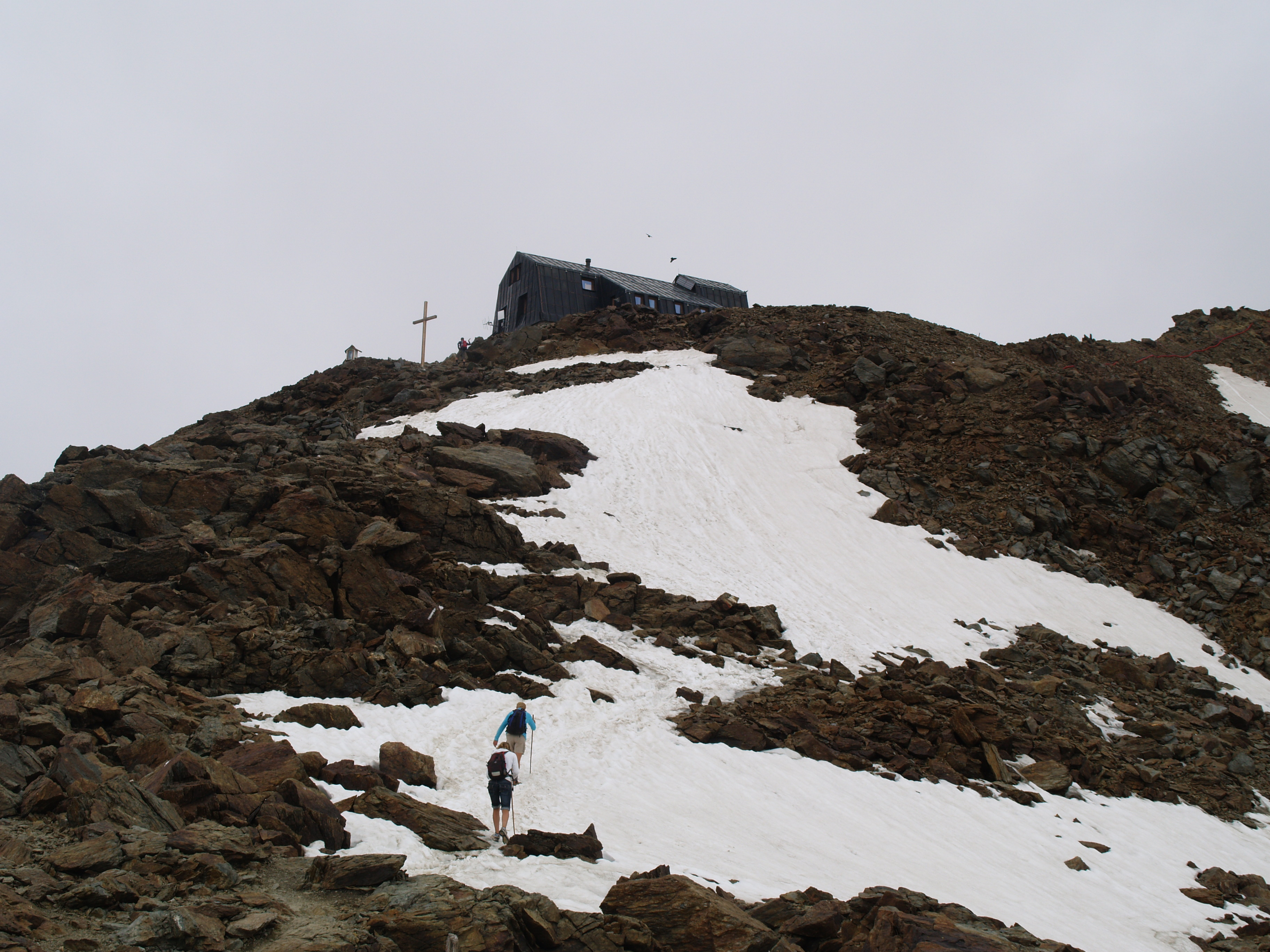
Rifugio Vioz, poco sotto la vetta
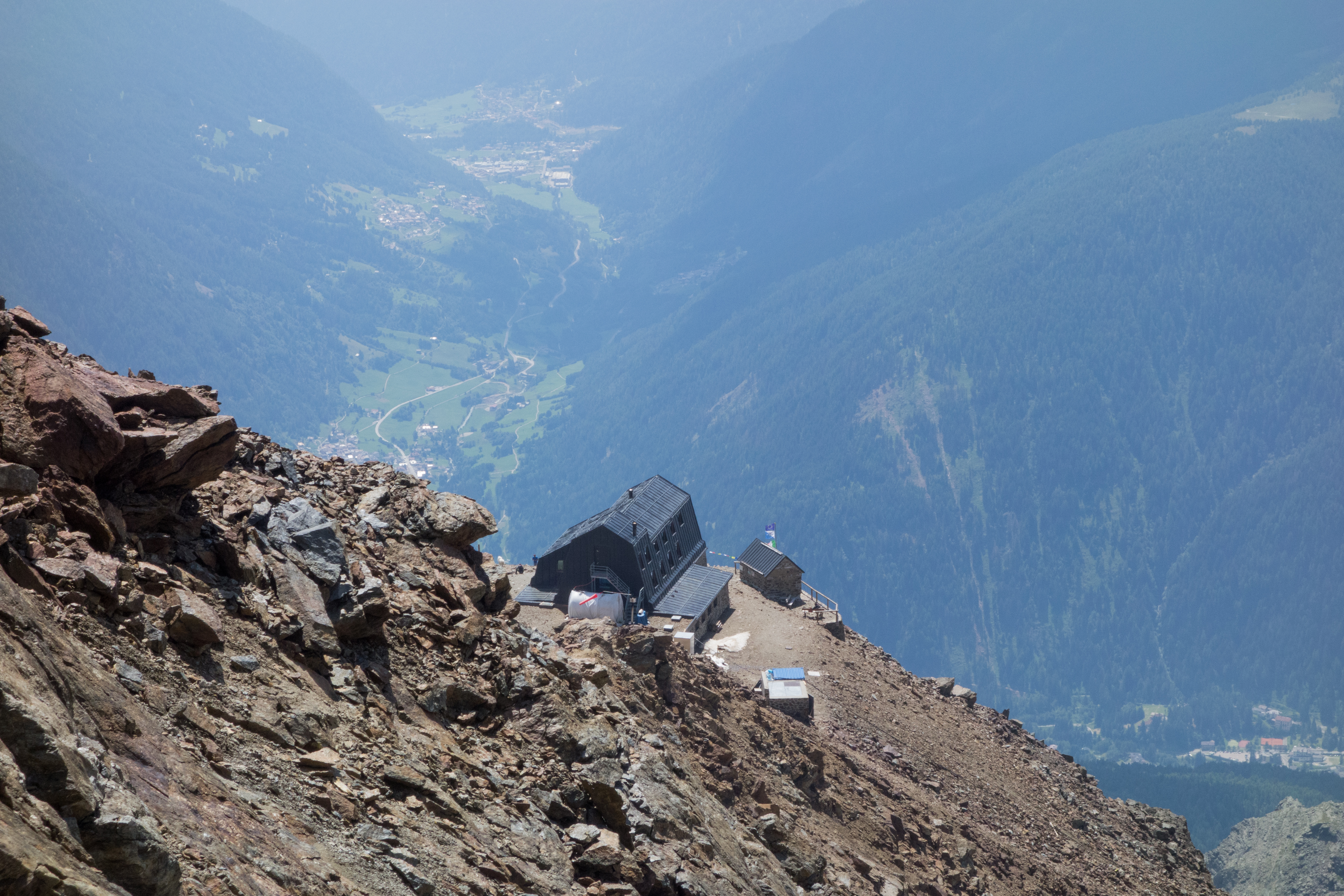
Rifugio Vioz, sullo sfondo la Val di Peio
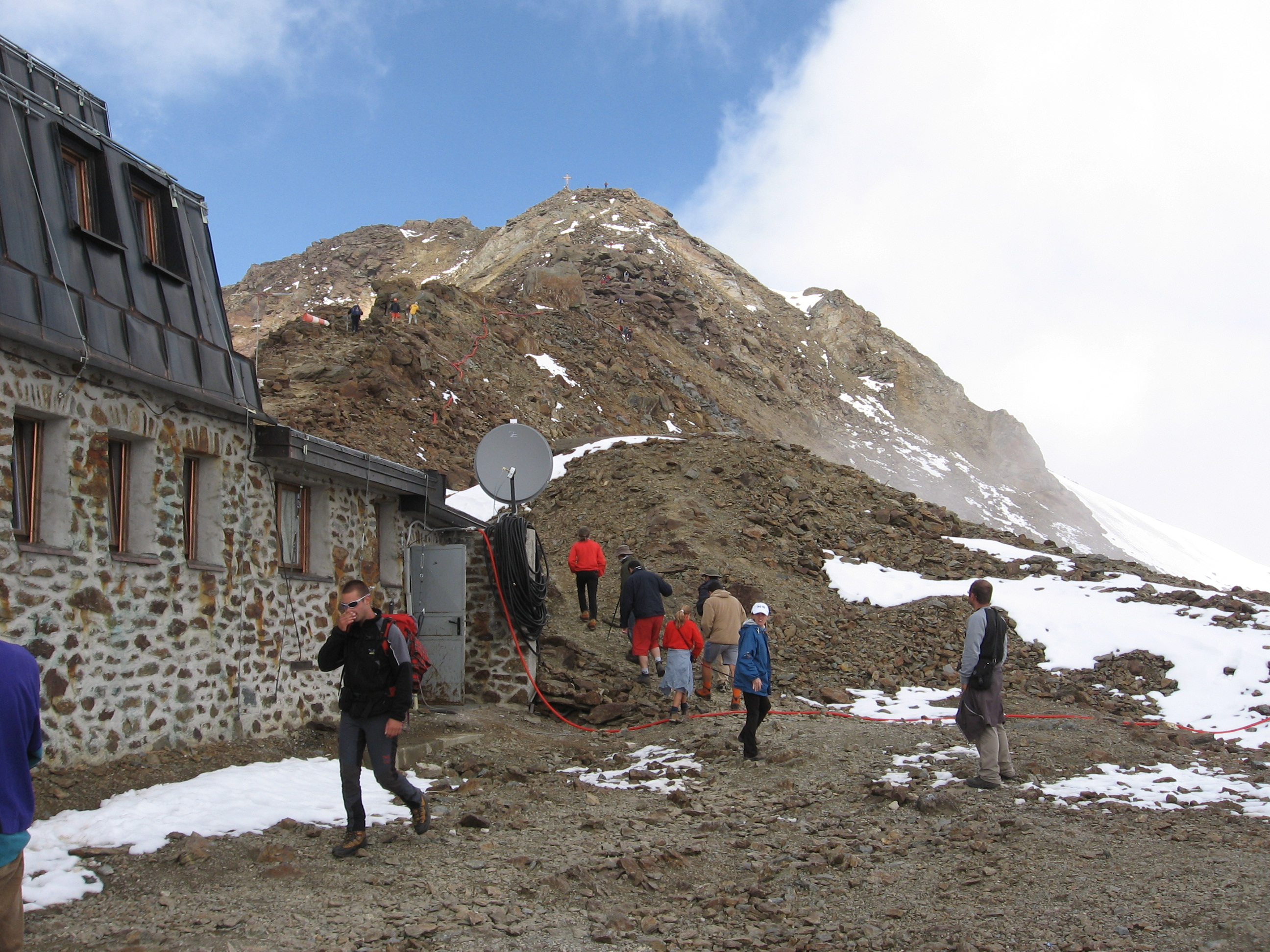
Cima, dal rifugio Vioz